# Cratere Kupalo
Kupalo  è un cratere sulla superficie di Cerere.